# Youcef Atal
Pour les articles homonymes, voir Attal.
Youcef Atal (en arabe : يوسف عطال), né le 17 mai 1996 à Boghni dans la wilaya de Tizi Ouzou, est un footballeur international algérien. Il joue au poste d'arrière droit à Al-Sadd SC.

## Biographie

### Carrière en club

#### Paradou AC (2015-2017)
Youcef Atal est formé par différents clubs algériens. Son premier club fut le CRB qui le repéra après l'avoir vu jouer dans son équipe de quartier à Sidi M'Hamed (Alger) et dans lequel il jouera deux saisons. Plus tard, il porte également le maillot de la JS Kabylie durant six saisons, avant de rejoindre le Paradou AC pour deux saisons. Ce dernier, le cède au club belge de Courtrai. Il le rejoint à l'âge de 18 ans.
À l'origine, Atal n'est pas un latéral mais plutôt un ailier, c'est ce changement qui lui permet de passer un cap en multipliant les performances pendant ses années de Paradou, qui contribue notamment à une promotion historique de son club en première division.

#### KV Courtrai (2017-2018)
C'est pendant le mercato estival 2017 que Youcef Atal quitte l'Algérie et rejoint en prêt le KV Courtrai en Belgique, avec une option d'achat. Sa première saison est synonyme de blessures à répétition, et il ne joue que dix matchs dont six en tant que titulaire. Le club belge décide de lever l'option d'achat de l'international algérien pour le revendre directement en France à l'OGC Nice.

#### OGC Nice (2018-2024)
Le 17 juillet 2018, il rejoint l'OGC Nice pour un montant avoisinant les 3 millions d'euros. Auteur d'une excellente première saison sous le maillot niçois, il inscrit un triplé le 28 avril 2019, face à Guingamp.
Lors du derby opposant Nice à l'AS Monaco,  il est flashé à 36,6 km/h lors d’un sprint. Cette statistique fait de lui alors le joueur le plus rapide de la Ligue 1 cette saison.
Alors que Youcef monte en puissance, il se blesse de nombreuses fois.

#### Adana Demirspor puis Al-Sadd Sports Club
Après avoir joué 6 mois pour le Adana Demirspor, il signe au Al-Sadd Sports Club en septembre 2024.

### Carrière internationale
Il joue son premier match en équipe d'Algérie le 6 juin 2017, contre la Guinée (victoire 2-1). Le 18 novembre 2018, lors d'un match de qualification pour la CAN 2019 face au Togo, il inscrit son premier but en sélection (victoire 1-4). 
En 2019, il est retenu par le sélectionneur Djamel Belmadi afin de participer à la phase finale de la Coupe d'Afrique des nations 2019 organisée en Égypte. Lors de cette compétition, il joue quatre matchs. Il se blesse contre la Côte d'Ivoire en quart de finale et est forfait pour le reste de la compétition. Le 19 juillet 2019, il remporte la coupe d'Afrique des nations avec la sélection algérienne. En janvier 2022, Il fait partie des joueurs sélectionnés pour participer à la Coupe d'Afrique des nations 2021 où L'Algérie sort dès le premier tour. Le 29 décembre 2023, il est retenu dans la liste des vingt-sept joueurs algériens sélectionnés par Djamel Belmadi pour disputer la Coupe d'Afrique des nations 2023.

## Affaires judiciaires

### Publication polémique sur les réseaux sociaux
En octobre 2023, quelques jours après le début de la guerre entre Israël et le Hamas, il relaie sur Instagram la vidéo d'un prédicateur palestinien appelant de ses vœux « que Dieu envoie un jour noir pour les juifs » traduction selon les médias français. À la suite des réactions, il présente ses excuses et déclare : « j'ai conscience que ma publication a choqué plusieurs personnes, ce qui n'était pas mon intention »,  ajoutant qu'il « condamne fermement toutes formes de violence, où que ce soit dans le monde. Jamais je ne soutiendrai un message de haine ». Le conseil de l'éthique de la Fédération française de football a été saisi ; le Crif Sud-Est a saisi son avocat "pour qu'une plainte soit déposée", s'il s'avère que les propos sont "constitutifs d'une incitation à la haine".
Le député des Alpes-Maritimes Éric Ciotti aimerait que Youcel Atal soit jugé pour "apologie du terrorisme". Il lance un appel "j'appelle la justice à se saisir de ce dossier pour faire la lumière sur ces propos insupportables". Éric Ciotti répond aussi à une question "doit-il encore jouer sous les couleurs du GYM ?" et le député n'y va pas par quatre chemins : "je crois que c'est indécent de voir cette personne avec de tels propos, continuer à jouer".
Le 18 octobre 2023, l'OGC Nice annonce suspendre le joueur « jusqu'à nouvel ordre ». Le 25 octobre, la commission de discipline de la Ligue de football professionnel (LFP) le suspend  pour sept matches. Le joueur quitte l’OGC Nice en décembre 2023. Le parquet avait néanmoins requis dix mois de prison avec sursis et 45 000 euros d’amende dont le délibéré est prévu début janvier 2024. Lors d'une interview dans un média algérien, il déclare « J’ai reçu beaucoup de messages du peuple algérien. Ça m’a donné de la force. Je ne suis pas inquiet, car je n’ai rien fait de grave. Je voulais juste être solidaire avec le peuple palestinien ».
Pour avoir relayé la vidéo, Youcef Atal est condamné le 3 janvier 2024 par le tribunal correctionnel de Nice à huit mois de prison avec sursis pour « provocation à la haine raciale ». Le 8 janvier, il annonce avoir décidé de faire appel de sa condamnation. Sa peine est confirmée en appel le 30 avril 2025.
Le 25 janvier 2024, l'entraineur de l'OGC Nice annonce la fin de la mesure de suspension avec effet immédiat.

## Statistiques

### En club
| Saison                | Club                  | Championnat           | Championnat | Championnat | Championnat | Coupe nationale | Coupe nationale | Coupe nationale | Coupe de la Ligue | Coupe de la Ligue | Coupe de la Ligue | Supercoupe | Supercoupe | Supercoupe | Compétition(s) continentale(s) | Compétition(s) continentale(s) | Compétition(s) continentale(s) | Compétition(s) continentale(s) | Autres compétitions | Autres compétitions | Autres compétitions | Autres compétitions | Total | Total | Total |
| Saison                | Club                  | Division              | M.          | B.          | P.d.        | M.              | B.              | P.d.            | M.                | B.                | P.d.              | M.         | B.         | P.d.       | Comp.                          | M.                             | B.                             | P.d.                           | Comp.               | M.                  | B.                  | P.d.                | M.    | B.    | P.d.  |
| 2015-2016             | Paradou AC            | Ligue 2               | 26          | 3           | 0           | 4               | 1               | 1               | -                 | -                 | -                 | -          | -          | -          | -                              | -                              | -                              | -                              | -                   | -                   | -                   | -                   | 30    | 4     | 1     |
| 2016-2017             | Paradou AC            | Ligue 2               | 23          | 3           | 0           | 1               | 0               | 0               | -                 | -                 | -                 | -          | -          | -          | -                              | -                              | -                              | -                              | -                   | -                   | -                   | -                   | 24    | 3     | 0     |
| Sous-total            | Sous-total            | Sous-total            | 49          | 6           | 0           | 5               | 1               | 1               | -                 | -                 | -                 | -          | -          | -          | -                              | -                              | -                              | -                              | -                   | -                   | -                   | -                   | 54    | 7     | 1     |
| 2017-2018             | KV Courtrai (prêt)    | Jupiler Pro League    | 10          | 0           | 1           | 0               | 0               | 0               | -                 | -                 | -                 | -          | -          | -          | -                              | -                              | -                              | -                              | -                   | -                   | -                   | -                   | 10    | 0     | 1     |
| 2018-2019             | OGC Nice              | Ligue 1               | 29          | 6           | 0           | -               | -               | -               | 1                 | 0                 | 0                 | -          | -          | -          | -                              | -                              | -                              | -                              | -                   | -                   | -                   | -                   | 30    | 6     | 0     |
| 2019-2020             | OGC Nice              | Ligue 1               | 13          | 1           | 1           | -               | -               | -               | 1                 | 0                 | 0                 | -          | -          | -          | -                              | -                              | -                              | -                              | -                   | -                   | -                   | -                   | 14    | 1     | 1     |
| 2020-2021             | OGC Nice              | Ligue 1               | 18          | 1           | 0           | -               | -               | -               | -                 | -                 | -                 | -          | -          | -          | C3                             | 4                              | 0                              | 2                              | -                   | -                   | -                   | -                   | 22    | 1     | 2     |
| 2021-2022             | OGC Nice              | Ligue 1               | 17          | 2           | 0           | 1               | 0               | 0               | -                 | -                 | -                 | -          | -          | -          | -                              | -                              | -                              | -                              | -                   | -                   | -                   | -                   | 18    | 2     | 0     |
| 2022-2023             | OGC Nice              | Ligue 1               | 18          | 1           | 1           | -               | -               | -               | -                 | -                 | -                 | -          | -          | -          | C4                             | 7                              | 0                              | 1                              | -                   | -                   | -                   | -                   | 25    | 1     | 2     |
| 2023-2024             | OGC Nice              | Ligue 1               | 6           | 1           | 0           | -               | -               | -               | -                 | -                 | -                 | -          | -          | -          | -                              | -                              | -                              | -                              | -                   | -                   | -                   | -                   | 6     | 1     | 0     |
| Sous-total            | Sous-total            | Sous-total            | 101         | 12          | 2           | 1               | 0               | 0               | 2                 | 0                 | 0                 | -          | -          | -          | -                              | 11                             | 0                              | 3                              | -                   | -                   | -                   | -                   | 115   | 12    | 5     |
| 2023-2024             | Adana Demirspor       | Süper Lig             | 11          | 1           | 2           | -               | -               | -               | -                 | -                 | -                 | -          | -          | -          | -                              | -                              | -                              | -                              | -                   | -                   | -                   | -                   | 11    | 1     | 2     |
| 2024-2025             | Al Sadd SC            | Qatar Stars League    | 6           | 1           | 2           | 1               | 0               | 0               | -                 | -                 | -                 | 1          | 0          | 0          | ACL                            | 10                             | 1                              | 1                              | SQE                 | 1                   | 0                   | 0                   | 19    | 2     | 3     |
| 2025-2026             | Al Sadd SC            | Qatar Stars League    | 1           | 0           | 0           | -               | -               | -               | -                 | -                 | -                 | -          | -          | -          | ACL                            | -                              | -                              | -                              | -                   | -                   | -                   | -                   | 1     | 0     | 0     |
| Sous-total            | Sous-total            | Sous-total            | 7           | 1           | 2           | 1               | 0               | 0               | -                 | -                 | -                 | 1          | 0          | 0          | -                              | 10                             | 1                              | 1                              | -                   | 1                   | 0                   | 0                   | 20    | 2     | 3     |
| Total sur la carrière | Total sur la carrière | Total sur la carrière | 178         | 20          | 7           | 7               | 1               | 1               | 2                 | 0                 | 0                 | 1          | 0          | 0          | -                              | 21                             | 1                              | 4                              | -                   | 1                   | 0                   | 0                   | 210   | 22    | 12    |

### En sélection nationale
| Saison                | Sélection             | Phases finales        | Phases finales | Phases finales | Phases finales | Éliminatoires CDM | Éliminatoires CDM | Éliminatoires CDM | Éliminatoires CAN | Éliminatoires CAN | Éliminatoires CAN | Matchs amicaux | Matchs amicaux | Matchs amicaux | Total | Total | Total |
| Saison                | Sélection             | Compétition           | M              | B              | Pd             | M                 | B                 | Pd                | M                 | B                 | Pd                | M              | B              | Pd             | M     | B     | Pd    |
| --------------------- | --------------------- | --------------------- | -------------- | -------------- | -------------- | ----------------- | ----------------- | ----------------- | ----------------- | ----------------- | ----------------- | -------------- | -------------- | -------------- | ----- | ----- | ----- |
| 2016-2017             | Algérie               | -                     | -              | -              | -              | -                 | -                 | -                 | 1                 | 0                 | 0                 | 1              | 0              | 0              | 2     | 0     | 0     |
| 2017-2018             | Algérie               | -                     | -              | -              | -              | 2                 | 0                 | 0                 | -                 | -                 | -                 | -              | -              | -              | 2     | 0     | 0     |
| 2018-2019             | Algérie               | CAN 2019              | 4              | 0              | 1              | -                 | -                 | -                 | 2                 | 1                 | 0                 | 3              | 0              | 0              | 9     | 1     | 1     |
| 2019-2020             | Algérie               | -                     | -              | -              | -              | -                 | -                 | -                 | 2                 | 0                 | 1                 | 3              | 0              | 0              | 5     | 0     | 1     |
| 2020-2021             | Algérie               | -                     | -              | -              | -              | -                 | -                 | -                 | -                 | -                 | -                 | 2              | 0              | 0              | 2     | 0     | 0     |
| 2021-2022             | Algérie               | CAN 2021              | 3              | 0              | 0              | 3                 | 0                 | 1                 | -                 | -                 | -                 | 1              | 0              | 0              | 7     | 0     | 1     |
| 2022-2023             | Algérie               | -                     | -              | -              | -              | -                 | -                 | -                 | -                 | -                 | -                 | 2              | 1              | 0              | 2     | 1     | 0     |
| 2023-2024             | Algérie               | CAN 2023              | 3              | 0              | 0              | 4                 | 0                 | 0                 | 0                 | 0                 | 0                 | 6              | 0              | 2              | 13    | 0     | 2     |
| 2024-2025             | Algérie               | -                     | -              | -              | -              | 2                 | 0                 | 0                 | 3                 | 0                 | 0                 | 2              | 0              | 0              | 7     | 0     | 0     |
| Total sur la carrière | Total sur la carrière | Total sur la carrière | 10             | 0              | 1              | 11                | 0                 | 1                 | 8                 | 1                 | 1                 | 20             | 1              | 2              | 49    | 2     | 5     |

### Matchs internationaux
Le tableau suivant liste les rencontres de l'équipe d'Algérie dans lesquelles Youcef Atal a été sélectionné depuis le 6 juin 2017 jusqu'à présent.

## Palmarès

### En club
| Paradou AC (1)                    | OGC Nice                               | Al-Sadd SC (2) |
| --------------------------------- | -------------------------------------- | --- |
| - Ligue 2 (1) : - Champion : 2017 | - Coupe de France : - Finaliste : 2022 | - Qatar Stars League (1) : - Champion : 2025 - Qatar Cup (1) : - Vainqueur : 2025 - Supercoupe du Qatar-EAU : - Finaliste : 2025 |

### En sélection nationale
Avec la sélection algérienne, Youcef Atal remporte la Coupe d'Afrique des nations de football 2019. 
| Algérie (1)                                           |
| ----------------------------------------------------- |
| - Coupe d'Afrique des nations (1) - Vainqueur en 2019 |

## Distinctions personnelles
- El Heddaf-Le Buteur Meilleur espoir algérien de l’année 2017.
- Élu meilleur joueur du mois de l'OGC Nice en novembre et décembre 2018 et en janvier, mars et avril 2019.
- Nommé dans l'équipe type des Africains d'Europe par le magazine France Football en 2018 [19], 2019[20].
- Nommé dans l'équipe type du Maghreb par le magazine France Football en 2018 [21].
- Nommé dans l'équipe type de la Ligue 1 pour la saison 2018-2019 par le journal L'Équipe.
- Meilleur dribbleur en Europe de l'année 2019.

## Décorations
- Achir de l'ordre du Mérite national d'Algérie.